# Svenstorp, Köinge socken
Svenstorp [ˈswɛnːstɛrp] är en by i Köinge socken, Falkenbergs kommun. För att lättare kunna särskiljas från grannbyn med samma namn i Svartrå socken, har man ibland kallat byn Stora Svenstorp. Inom byns gamla gränser ligger även en mindre del av Björkasjö och dessutom en del av Mjällbjärs naturreservat, som innehåller ett tjugotal rödlistade eller på annat sätt intressanta arter..

## Historia
Svenstorp är nämnt första gången 1569 och har sedan den danska tiden (före 1645) bestått av ett hemman med två gårdar. Jordeboksnamnet är Sven Larsgård ett helt mantal sämjehemman (ett slags kronohemman) . Hemmanet förmedlades 1/9 mantal år 1651 . När beståndet av husbehovskvarnar i Faurås härad inventerades 1785, uppgavs det att hemmanet Svenstorp hade en sådan kvarn och att den var 10–11 år gammal. År 1794 förmedlades Svenstorp ännu en gång, nu från 8/9 till 3/8 mtl . Laga skifte skedde 1840 då hemmanet hade två ägare som ägde varsin halva och ingen behövde flytta sina hus. Dessa båda gårdar slogs samman till en enda enhet år 1857 och har så förblivit sedan dess .
Byns marker korsades av Falkenbergs Järnväg (FJ – även kallad Pyttebanan) åren 1894 – 1959.

## Bebyggelsenamn
De ursprungliga gårdarna tycks inte ha haft några personliga namn, men de gamla torpen har haft bebyggelsenamn. Nedanstående förteckning gäller torp och backstugor som funnits fram till år 1900. För några händelser efter 1900 saknas idag (2011) sammanställda uppgifter.
- Grönemad (1840 – ). Ett förpantningstorp, friköpt 1937.
- Hökamossen (1889 – efter år 1900). Ett torp
- Ljungslätt (1851 – 1870). Ett torp
- Nya Stenslätt (1848 – efter år 1900). Ett torp
- Ramberg / Rammbjär (etableringsår okänt). Ett torp, friköpt 1864.
- Skolhuset (cirka 1872 – 1904). Ett skolhus, gemensamt för Köinge och Svartrå socken.

- Stenslätt (cirka 1843 – 1869). Ett torp

## Övrigt
En av de sista brukarna på huvudgården var "Per i Svenstorp" (Per Andersson, 1901 – 1996) som var mycket engagerad och drivande i bygdens utveckling och startade bland annat år 1932 ortens första jordbrukskassa.

### Fotnoter
1. ↑  Som källa för arealuppgiften har använts ”Beskrivning till [ekonomiska] kartan över Köinge, Okome och Svartrå socknar inom Faurås härad och Hallands län upprättad i Rikets Allmänna Kartverk år 1925”, vilket har sin förklaring dels i dess noggranna redogörelse för de då rådande förhållandena, dels för att fastighetsregleringar under senare år så radikalt har ritat om fastighetskartorna att ibland både byanamn raderats ut och historiska församlingsgränser flyttats. 1925 års beskrivning kan därför sägas utgöra den skriftliga källa som bäst speglar den (historiska) mantalssättning som rått sedan 1600-talets mitt och även det namnskick som (trots fastighetsregleringar) ännu råder på orten.
2. ↑  Ur Lunds Stifts Landebog 1569; Kyinge Sognn . . . Suendtt ÿ "Suenstrupp" . . . Vidare ur ”Warbergs län jordebok” 1592; . . . Semme guodtz . . . Lauritz Suendtzenn ÿ Suendstrup . . . samt ur ”Ekstraskattemandtaller” 1638; Heelee Stedegaarde. . . Suend Laursen i Suenstrup . . . Inndister . . . Ragnild Torbens i Suenstrp.
3. ↑  Ur Jordeboken 1646;Sven Larsson i Stenstruph sämjehmnhmn 1 mtl.
4. ↑  Ur ”Hallands Landsbeskrifning 1729”; Swenstorp, 8/9 mtl Crono, Gunne Anderson 4/9, Joen Swenson 4/9 . . . förmedl. Ao 1651 1/9 i Mantl. . . . Joen Larson [!] tillträdt hemmanet 1704 och G A 1709 . . .
5. ↑  Av domboken framgår, att skatterätten av kronohemmanet Svenstorp hade utbjudits till den som ville anta den och efter gällande mantal betala hemmanets skatter. Men då ingen anmälde sig, beslöt häradsrätten efter besiktning att föreslå länsstyrelsen att mantalet sänktes till 3/8.
6. ↑  Gårdsgenealogier finns gjorda för samtliga gårdar inom f.d. Okome pastorat av släktforskaren Ingemar Rosengren